# Maintal
Maintal är en stad i Main-Kinzig-Kreis i Regierungsbezirk Darmstadt i förbundslandet Hessen i Tyskland. Maintal har cirka 40 000 invånare.
Maintal består av fyra Stadtteile: Bischofsheim, Dörnigheim, Hochstadt och Wachenbuchen som fram till 1 juli 1974 var separata kommuner.